# Con sello de mujer
Con sello de mujer fue un programa de televisión que formó parte de la programación de Televisión Azteca y que inició transmisiones el 26 de enero de 1998 con la conducción de la actriz Alejandra Maldonado y las periodistas Arlette Garibay, Sari Bermúdez y Lorena Pérez Jácome; bajo la producción de Magda Rodríguez, Andrea Rodríguez Doria y la dirección del actor, director y productor Rogelio Guerra.
En su última etapa de transmisión, las conductoras fueron Maggie Hegyi, María Inés Guerra, Gabriela Quiroga y Pamela Cerdeira. El programa se transmitió por última vez el 17 de marzo de 2007.

## Sinopsis
Programa de variedades que presentaba diferentes momentos en la vida de la mujer, en donde se abarcaba temas de interés como autoestima, salud, belleza y pareja, entre muchos otros.

## Colaboradores

### Conductoras
En la emisión semanal del programa de revista, participaron más de una decena de conductoras, generando salidas, rotaciones y regreso de las mismas durante los 9 años de transmisión.
- Alejandra Maldonado: La actriz continua exitosamente con su carrera de actuación y conducción en Univisión en un importante programa.
- Arlette Garibay: También una de las iniciadoras del programa, se mudó a los Estados Unidos y vive en Los Ángeles, California en donde continua exitosamente con su carrera en los medios.
- Sari Bermúdez: Se dedicó a la política siendo presidenta del Conaculta durante el sexenio de Vicente Fox, actualmente conduce un programa para el canal "VibraTV".
- Lorena Pérez-Jácome: Se mudó a los Estados Unidos vive en Miami y sigue con su carrera, casada y con dos hijos.
- Adriana de Castro: Se retiró de los medios televisivos, para incurrir en radio y eventualmente retirarse de la vida pública.
- Luz Blanchet: Inició conducción en el programa, lo abandonó para integrarse al programa matutino Cada Mañana, en septiembre del 2006 se reicorpora como conductora titular, meses más tarde sale del programa.
- Annette Cuburu: Abandonó el programa para incursionar en el área de noticias de Azteca Trece en el noticiario Hechos AM, posteriormente regresó a la cadena Televisa participando en el programa matutino Hoy.
- Gloria Pérez-Jácome: Ella también salió del programa para ingresar al noticiario Hechos AM junto a Annette Cuburu.

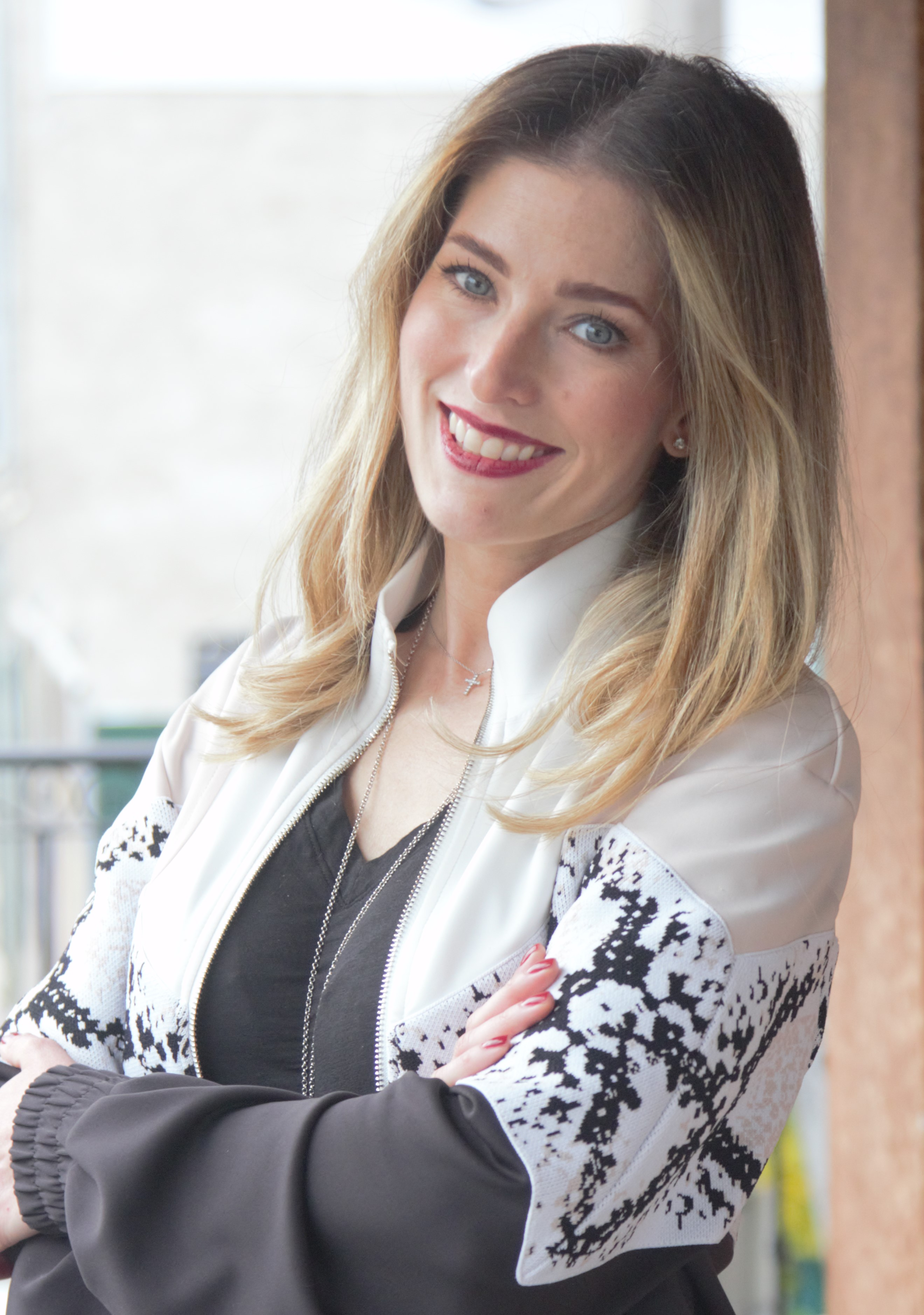
María Inés Guerra inició en Con sello de mujer su carrera como presentadora.

- Tere Bermea: Fue una de las conductoras que entró y salió del programa en distintas ocasiones por cuestiones laborales y personales, lo hizo en más de seis temporadas.
- Maggie Hegyi: Fue la conductora titular durante todo el período que laboró, inició junto a Gloria Witt, Luz Blanchet y Annette Cuburu, fue prácticamente la única conductora que no abandono el programa, relacionando su imagen pública al programa durante su transmisión en casi diez años. En 2007 despide el programa junto a Pamela Cerdeira y Gabriela Quiroga.
- Mayra Rojas: Concluyó su etapa como conductora, sin embargo continua con su carrera como actriz.
- Monica Escamilla: Ingresó en la conducción del programa en enero del 2004, su salida, según se dijo, fue por irresponsable y no grabar los spots publicitarios del programa.
- María Inés Guerra: Inició como reportera del programa, posteriormente como conductora invitada y finalmente logra ser conductora titular en 2004 al sustituir a Annette Cuburu, pero en 2005 abandona el programa para estudiar música en San Antonio, Texas, meses más tarde regresa a la conducción matutina hasta su salida nuevamente en 2007 a dos semanas de finalizar transmisiones el programa.
- Mariana Torres: Sustituyó a María Inés mientras esta última viajó a Estados Unidos, su entrada surgió con polémica, pues ambas conductoras tuvieron una relación con el exintegrante de La Academia, Raúl Sandoval; después de siete meses concluye su ciclo en el programa y se va a vivir a Miami.
- Pamela Cerdeira: Junto a Maggie, María Inés y Gaby Quiroga forma parte de las últimas conductoras titulares del programa femenino hasta el año 2007.
- Andrea Escalona: Es hija de la productora Magda Rodríguez, y en varias ocasiones hizo aparición para sustituir alguna ausencia de las conductoras titulares.
- Vanessa Andreu: Inició junto a Luz Blanchet y Gabriela Quiroga en el año 2006 y meses más tarde concluye su etapa como conductora del programa.
- Gabriela Quiroga: Fue la última conductora en integrarse y quedarse como titular, durante el período de transmisiones del programa se embaraza, y junto a Maggie Hegyi y Pamela Cerdeira despide el programa luego de casi diez años al aire.

### Especialistas

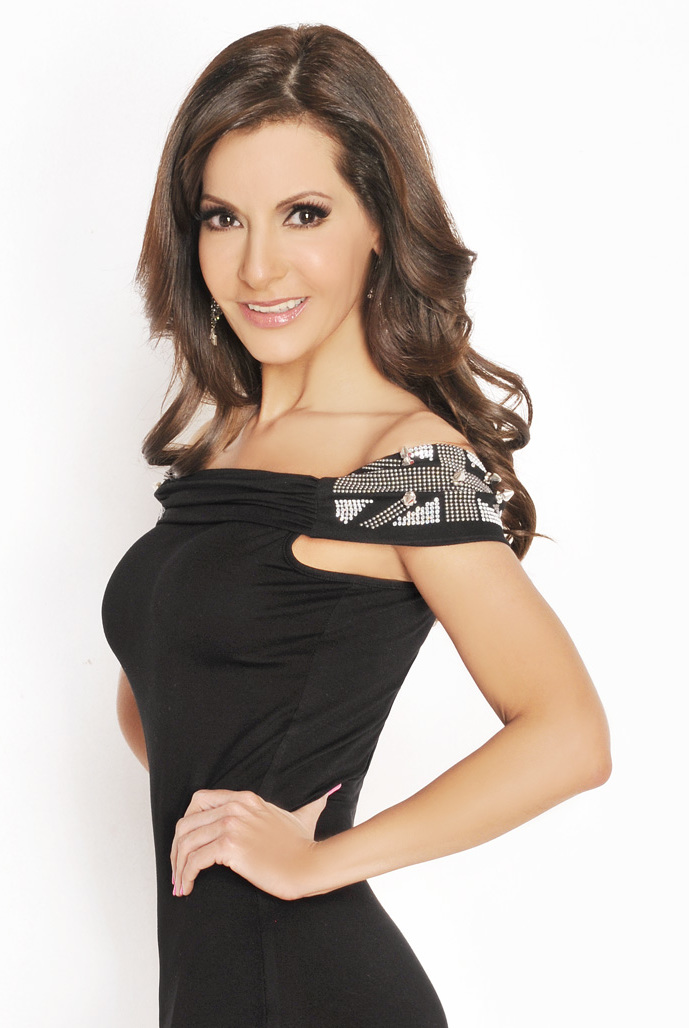
Sarah Bustani presentó durante la transmisión del programa la sección de moda.

- Fredo Casinni - Asesor de Imagen Con su estilo único creó la sección de Tarjeta Roja.
- Mónica Koppel - Especialista en Feng Shui
- Fabiola Ramírez - Sección de Baile Coreógrafa Internacional aprendió baile en México y EE. UU.con Wade Robson Enseñaba al teleauditorio a bailar y hacer ejercicio con originales dinámicas.
- Sarah Bustani - Moda. Ha tenido participación como diseñadora en La Academia.
- Anabel Ochoa - Sexología. En 2008 fallece víctima de un derrame cerebral.
- Valentina de Albornoz - Cosmetologia. Después de su participación en el programa fue acusada por la cantante Alejandra Guzmán, por inyectarle sustancias nocivas en los glúteos; posteriormente fue recluida a la cárcel, y tiempo después fue liberada.

### Reporteros
- Paola Durante - Quien luego de haber salido de prisión comenzó su carrera como reportera y más tarde como conductora. Ha grabado discos como solista ha posado para revistas de caballeros como Playboy y H Extremo, participó en la Casa de los Famosos 2024 y se dedica al arte.

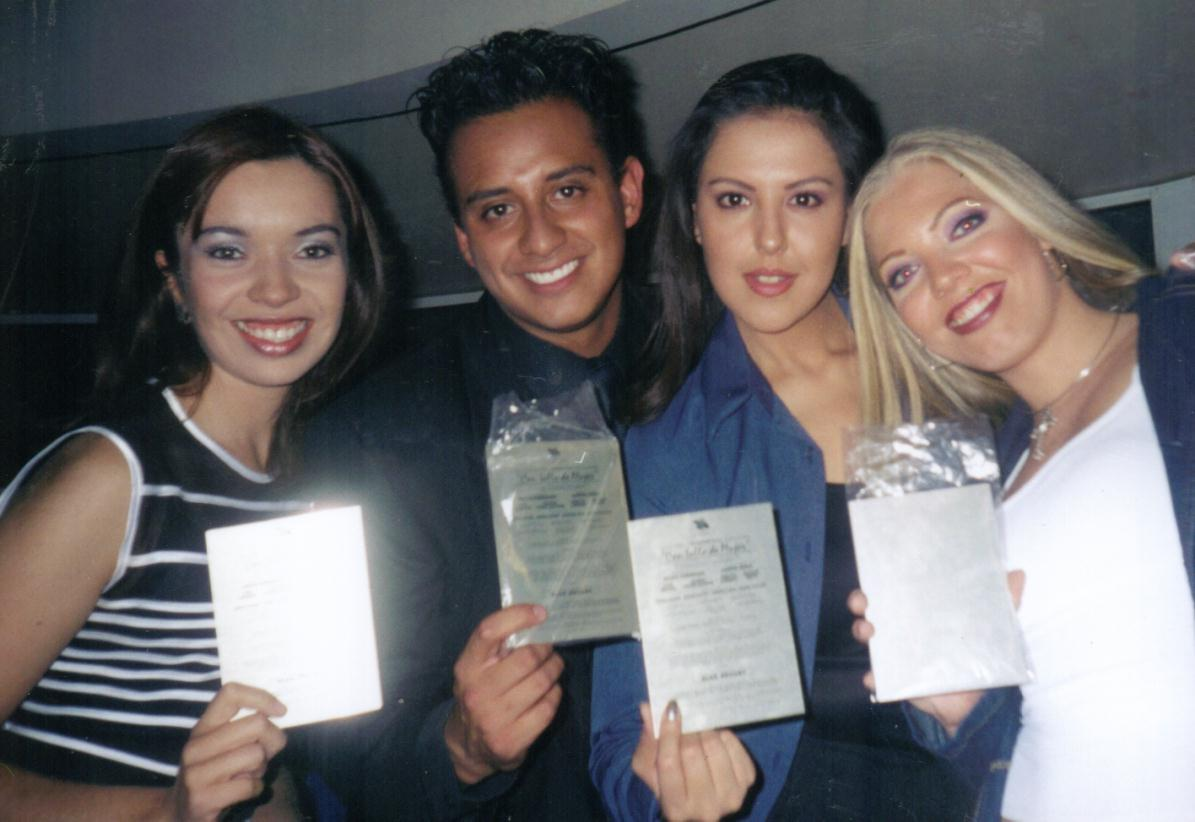
Reporteros de Con sello de mujer.

- Alejandro Fagoaga - Luego de participar en programas como: Ciudad desnuda, "Primera edición", Televisa espectáculos, Hola México, Radio XEW y Revistas como "Que Pegue" se incorpora en el 2000 generando información de espectáculos, notas de revista y produciendo algunas secciones. A principios del 2004 deja el programa para formar parte del programa de Telefutura Escándalo TV. Ha participado como productor de contenido en diversas televisoras de México, EE. UU. y Argentina. Actualmente es productor Independiente en BTL AdvertisingA
- Ramón Bazet - Participó en el programa del 2001 al 2006, fue reportero del mismo, siempre vestía con saco amarillo, era su principal característica. En 2007 deja Televisión Azteca y se cambia a Televisa para participar en el programa El Notifiero con Brozo donde tendría nuevos personajes. Actualmente participa en el programa de El mañanero también conducido por Brozo, donde sigue interpretando a los mismos personajes.
- Norma Oseguera
- Elisa Reverter
- Encarni Remolina
- Alejandra Lalos
- Aline Hernández - Formó parte del programa durante el año 2003 participando en la sección de moda; así como algunas apariciones en diferentes secciones del programa.
- Humberto Vélez - Reconocido actor de doblaje y locutor. Tuvo sus apariciones en el programa cómo reportero, incluso llegó a ser locutor del mismo. En el programa actuó solamente un año y medio, entre el 2000 y el 2001

## Tiempo después de su cancelación
Las conductoras: Maggie Hegyi, Gabriela Quiroga y Pamela Cerdeira realizaron su primer Twitcam en noviembre del 2011, con el cual dieron pauta a reunirse cada martes y platicar sobre sus actividades diarias, temas de interés social y contestar preguntas de los followers en la red social Twitter, en un ambiente relajado y divertido. En cada reunión se hacía partícipe a algún invitado en esta emisión denominada "El café de los martes". Por algunos meses María Inés Guerra participó en esta misma emisión, sin embargo por cuestiones de trabajo declinó el proyecto, al igual que Luz Blanchet. Posteriormente logran otro espacio en Uno TV con un programa llamado "Las mujeres", en donde se repite la tercia de Maggie Hegyi, Pamela Cerdeira y Gaby Quiroga.
En 2020 a través del canal Multimedios Televisión, María Inés Guerra y Gaby Quiroga repiten nuevamente conducción a lado de Laisha Wilkins en el programa de debate LCDP La Caja de Pandora, abreviado por derechos de autor.